# Brachystegia torrei
Brachystegia torrei är en ärtväxtart som beskrevs av Hoyle. Brachystegia torrei ingår i släktet Brachystegia och familjen ärtväxter. Inga underarter finns listade i Catalogue of Life.